# Bourg-du-Bost
Bourg-du-Bost (trong tiếng Occitan Lo Borg dau Bòsc) là một xã của Pháp, nằm ở tỉnh Dordogne trong vùng Aquitaine của Pháp. Xã này có diện tích 7,16 km2, dân số năm 2007 là 231 người. Xã nằm ở khu vực có độ cao trung bình 86 m trên mực nước biển.

## Thông tin nhân khẩu
En 1864: 418
| Năm    | 1962 | 1968 | 1975 | 1982 | 1990 | 1999 | 2007 |
| ------ | ---- | ---- | ---- | ---- | ---- | ---- | ---- |
| Dân số | 194  | 195  | 185  | 188  | 174  | 200  | 231  |